# Witold Pytel
Witold Mikołaj Pytel (ur. 1948) – polski inżynier budownictwa lądowego (1972) i ekonomista. Absolwent odpowiednio Politechniki Wrocławskiej i Akademii Ekonomicznej we Wrocławiu. Od 2015 profesor na Wydziale Geoinżynierii, Górnictwa
i Geologii Politechniki Wrocławskiej.